# Rita Orlandi Malaspina

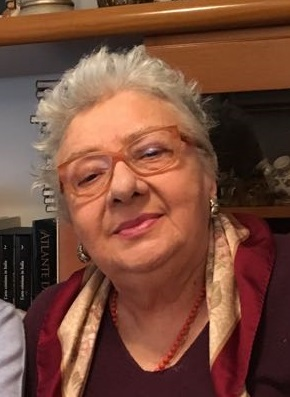

Rita Orlandi Malaspina, nome d'arte di Rita Orlandi (Bologna, 28 dicembre 1937 – San Donato Milanese, 8 aprile 2017), è stata un soprano italiano.

## Biografia
Iniziò a studiare canto nel 1955 con il concittadino maestro Giuseppe Marchesi e dopo tre anni si trasferì a Como per altri tre anni di perfezionamento sotto la guida di Carmen Melis (già insegnante di Renata Tebaldi). Nel giugno 1961 vinse il primo premio assoluto al primo "Concorso internazionale per voci verdiane" di Busseto e nel settembre dello stesso anno, quale vincitrice del concorso As.Li.Co a Milano, debuttò con successo al Teatro Nuovo della stessa città in Suor Angelica.
.
Dopo due anni di ulteriore studio, nel settembre 1963 si ripresentò al Teatro Nuovo di Milano e ottenne un grande successo in Giovanna d'Arco, venendo definita dalla critica autentica voce verdiana. Si esibì successivamente in vari teatri italiani, tra cui la Scala, dove fu presente con regolarità nel decennio successivo principalmente in opere verdiane, tra cui Aida, Il trovatore, Un ballo in maschera, Attila,  La forza del destino, Ernani. In Italia apparve inoltre al Teatro dell'Opera di Roma, Napoli, Torino, Palermo, Genova, Verona.
Condusse anche una notevole carriera internazionale, con presenze, tra le altre, alla Royal Opera House di Londra, Vienna, Parigi, Barcellona. Nel 1968 esordì al teatro Metropolitan in Simon Boccanegra, riapparendovi dopo oltre un decennio, nel 79 e 80, con Aida. Nel continente americano cantò inoltre a Philadelphia, Montréal, Buenos Aires.
Altri importanti titoli in repertorio furono: Don Carlo, Otello, Nabucco, Luisa Miller, I vespri siciliani,  Tosca, Suor Angelica, Andrea Chénier, Lohengrin. Dopo il ritiro dalle scene si dedicò all'insegnamento, con incarichi di docente presso i conservatori di Verona, Alessandria, Novara e Milano.

## Repertorio
| Ruolo                | Titolo                  | Autore   |
| -------------------- | ----------------------- | -------- |
| Norma                | Norma                   | Bellini  |
| Elena                | Mefistofele             | Boito    |
| Maddalena di Coigny  | Andrea Chénier          | Giordano |
| Floria Tosca         | Tosca                   | Puccini  |
| Suor Angelica        | Suor Angelica           | Puccini  |
| Abigaille            | Nabucco                 | Verdi    |
| Elvira               | Ernani                  | Verdi    |
| Lucrezia Contarini   | I due Foscari           | Verdi    |
| Giovanna d'Arco      | Giovanna d'Arco         | Verdi    |
| Odabella             | Attila                  | Verdi    |
| Amalia               | I masnadieri            | Verdi    |
| Lida                 | La battaglia di Legnano | Verdi    |
| Luisa Miller         | Luisa Miller            | Verdi    |
| Leonora              | Il trovatore            | Verdi    |
| Duchessa Elena       | I vespri siciliani      | Verdi    |
| Amelia Grimaldi      | Simon Boccanegra        | Verdi    |
| Mina                 | Aroldo                  | Verdi    |
| Amelia               | Un ballo in maschera    | Verdi    |
| Leonora di Vargas    | La forza del destino    | Verdi    |
| Elisabetta di Valois | Don Carlo               | Verdi    |
| Aida                 | Aida                    | Verdi    |
| Desdemona            | Otello                  | Verdi    |
| Elsa di Brabante     | Lohengrin               | Wagner   |

## Discografia
- Mefistofele (Elena), dal vivo Rio 1964, con Cesare Siepi, Flaviano Labò, Magda Olivero, dir. Francesco Molinari Pradelli - ed. House of Opera
- Simon Boccanegra, dal vivo Parma 1965, con Peter Glossop, Raffaele Arié, Gianfranco Cecchele, Walter Monachesi, dir. Alberto Erede - video RAI
- Ernani, dal vivo Venezia 1967, con Mario Del Monaco, Mario Zanasi, Raffaele Arié, dir. Nino Sanzogno - ed. Mondo Musica
- Il trovatore, dal vivo Philadelphia 1967, con Luigi Ottolini, Licinio Montefusco, Irene Kramarich, dir. Carlo Moresco - ed. Charles Handelman
- Simon Boccanegra, dal vivo Met 1968, con Cornell MacNeil, Nicolai Ghiaurov, Richard Tucker, Sherrill Milnes, dir. Francesco Molinari Pradelli - ed. Opera Lovers
- Don Carlo, dal vivo La Scala 1968, con Bruno Prevedi, Nicolai Ghiaurov, Piero Cappuccilli, Fiorenza Cossotto, Martti Talvela, dir. Claudio Abbado ed. Melodram/Cetra/Opera D'Oro
- Don Carlo, dal vivo Bologna 1969, con Bruno Prevedi, Ruggero Raimondi, Mario Zanasi, Franca Mattiucci, dir. Francesco Molinari Pradelli - ed. Premiere Opera
- Don Carlo, dal vivo La Scala 1970, con Plácido Domingo, Nicolai Ghiaurov, Piero Cappuccilli, Shirley Verrett, dir. Claudio Abbado - ed. Arkadia/House of Opera
- La forza del destino, dal vivo Genova 1970, con Carlo Bergonzi, Piero Cappuccilli, Bonaldo Giaiotti, dir. Paolo Peloso - ed. Lyric Distribution
- La forza del destino, dal vivo Bologna 1970, con Flaviano Labò, Mario Zanasi, Paolo Washington, Franca Mattiucci, dir. Mario Rossi
- Don Carlo, dal vivo Buenos Aires 1971, con Pedro Lavirgen, Nicolai Ghiaurov, Piero Cappuccilli, Mirella Parutto, dir. Gianandrea Gavazzeni - ed. Opera Lovers
- I masnadieri, dal vivo Torino-RAI 1971, con Gastone Limarilli, Mario Petri, Bonaldo Giaiotti, dir. Franco Mannino - ed. Opera Lovers
- Un ballo in maschera, dal vivo Venezia 1971, con Carlo Bergonzi, Lorenzo Saccomani, Adriana Lazzarini, dir. Nino Sanzogno - ed. Mondo Musica/House of Opera
- Un ballo in maschera, dal vivo Verona 1972, con Luciano Pavarotti, Mario Zanasi, Adriana Lazzarini, dir. Francesco Molinari Pradelli - ed. Bongiovanni
- La battaglia di Legnano, dal vivo Milano-RAI 1973, con Gianfranco Cecchele, Mario Sereni, Mario Rinaudo, dir. Maurizio Rinaldi - ed. Opera Lovers
- Attila, dal vivo La Scala 1975, con Nicolai Ghiaurov, Piero Cappuccilli, Veriano Luchetti, dir. Giuseppe Patanè - ed. Bongiovanni/Myto
- I due Foscari, dal vivo Barcellona 1977, con Vicente Sardinero, Pedro Lavirgen, dir. Francesco Molinari Pradelli - ed. Opera Lovers